# Piesek Dali
Piesek Dali – serial animowany produkcji polskiej wyprodukowany w latach 1981–1986. Zawiera 7 odcinków.
Serial opowiada o szarym piesku zwanym Dali, który przeżywa niesamowite przygody.

## Twórcy
- Scenariusz: Stefan Janik
- Muzyka: Waldemar Kazanecki
- Dźwięk: Witold Popkiewicz
- Kierownictwo produkcji: Jolanta Konwińska, Magda Mazanowska-Barycz
- Produkcja: Studio Miniatur Filmowych (Warszawa)

## Spis odcinków
1. Jabłuszko
2. Kwiaty przynoszą szczęście
3. Jak ten kwiat na łące
4. Dobry dzień
5. Przyjaciele
6. Mokry dzień
7. Niezwykła podróż